# Trubbig buskblomfluga
Trubbig buskblomfluga (Parasyrphus groenlandicus) är en tvåvingeart som först beskrevs av Nielsen 1910.  Trubbig buskblomfluga ingår i släktet buskblomflugor, och familjen blomflugor. Enligt den svenska rödlistan är arten otillräckligt studerad i Sverige. Arten förekommer i Svealand. Arten har tidigare förekommit i Nedre Norrland men är numera lokalt utdöd. Artens livsmiljö är fjäll.